# Karislojo församling
Karislojo församling (finska: Karjalohjan seurakunta) är en före detta evangelisk-luthersk församling i Karislojo i Finland. Först bildades församlingen som en kapellförsamling år 1531. Kapellförsamlingen omfattade områdena från Lojo och Karis. Karislojo församling blev en självständig församling år 1614. Även före detta Sammatti församling har tillhört Karislojo församling som kapellförsamling. Karislojo församlings huvudkyrka var Karislojo kyrka.
År 2013 sammanlades Karislojo kommun med Lojo stad. Samtidigt blev Karislojo församling en del av Lojo församling som en områdesförsamling. Den sista kyrkoherden i Karislojo församling var Heikki Linnavirta.
Karislojo församling tillhörde Helsingfors stift och senare Esbo stift och Lojo prosteri.

## Kyrkoherdar
En ofullständig lista över kyrkoherdar i Karislojo församling:
| namn                         | år              |
| ---------------------------- | --------------- |
| Olaus Caspari                | 1614-cirka 1634 |
| Henricus Amundi              | cirka 1635-1648 |
| Johannes Georgius Thauvonius | 1656-1590       |
| Jonas Thauvonius             | 1690-1695       |
| Jeremius Wallenius           | 1695-1712       |
| Joseph Melartopaeus          | 1714-1728       |
| Gabriel Hartman              | 1749-1763       |
| Eric Lencqvist               | 1764-1773       |
| Isak Florin                  | 1773-1800       |
| Isak Florin nuorempi         | 1801-1825       |
| Daniel Ekvall                | 1828-1835       |
| Gustaf Adolf Gedda           | 1838-1849       |
| Fredrik Vilhelm von Pfaler   | 1853-1861       |
| Gustaf Johansson             | 1862-1869       |
| Frans Ludvig Ingerman        | 1870-1874       |
| Berndt Johan Anthoni         | 1878-1905       |
| Frans Vihtori Leino          | 1907-           |
| Heikki Linnavirta            | -2012           |

## Fastigheter

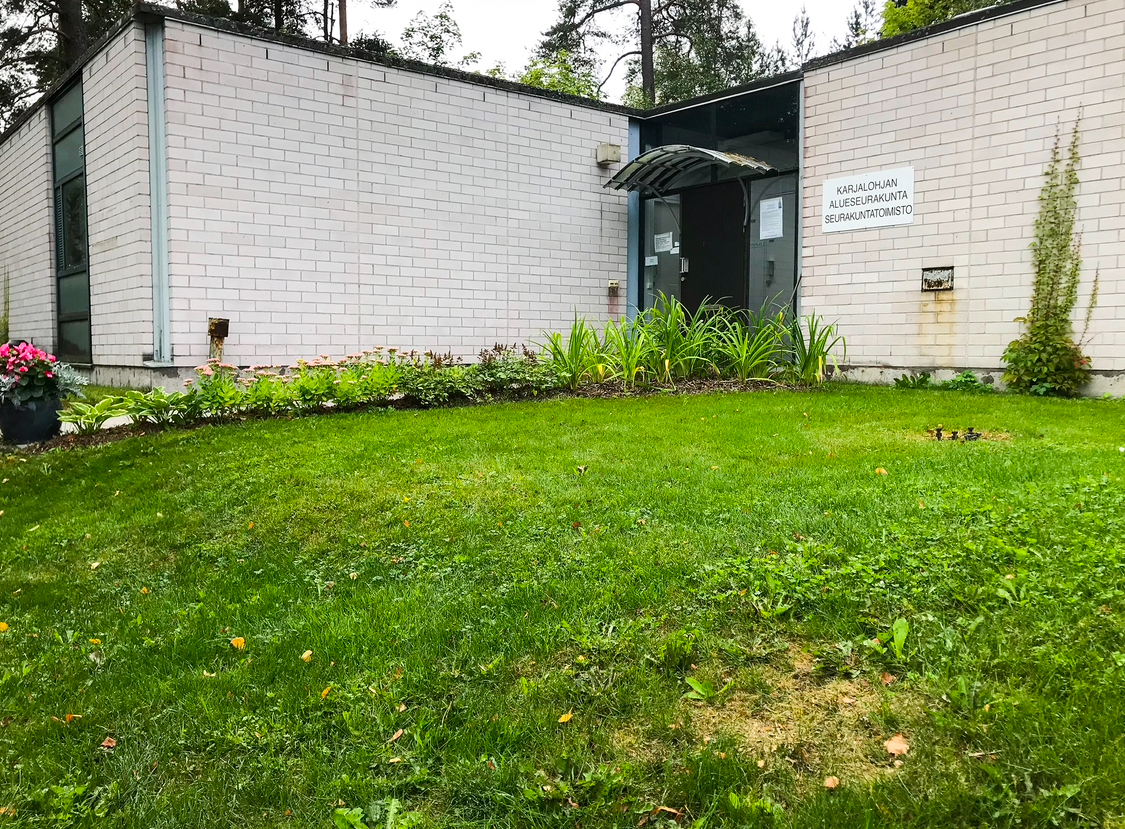
Karislojo pastorsexpedition som revs år 2019.

- Karislojo pastorsexpedition som revs år 2019.Karislojo kyrka
- Glaskyrkan
- Karislojo prästgård
- Kantorbostad
- Karislojo begravningsplats
- Heliga Korsets begravningsplats
- Karislojo magasinkyrka